# Nothoscordum subtile
Nothoscordum subtile är en amaryllisväxtart som beskrevs av Pierfelice Ravenna. Nothoscordum subtile ingår i släktet vaniljlökar, och familjen amaryllisväxter. Inga underarter finns listade i Catalogue of Life.